# Majorosi Marianna
Majorosi Marianna (Békéscsaba, 1969. szeptember 15.) Kossuth-díjas énekes, táncművész, pedagógus, a Csík zenekar tagja. Teljes neve Kökény Richárdné Majorosi Marianna.

## Életpálya
Békéscsabán, szülei kezdeményezésére 9 éves korában kezdett énekelni és táncolni. A táncos szamárlétrát végigjárva, a Balassi Bálint felnőtt táncegyüttes tagja lett. A felnőtt együttesben táncos feladatok mellett szólóénekeket is előadott. Iskolai és egyéb rendezvényeken önálló műsorszámként szerepelt. Az általános- és középiskolai tanulmányok elvégzését követően 1988-tól Szarvason, a Brunszvik Teréz Óvóképző Főiskolán szerzett óvodapedagógusi diplomát, mellé gyermektáncoktatói képesítést. Szarvason a Tessedik táncegyüttesben táncolt, mellette az az alsó-tagozatos utánpótlást tanította.
1990-ben a Magyar Állami Népi Együttes táncosa lett, ahol 1995-től énekesi feladatokat is ellátott. 1996-ban a női tánckar vezetője. Az egyre bővülő énekesi felkérések miatt, szakmai felkészültségét emelni Bodza Klára tanárnőhöz került, aki "igazi énekest" faragott belőle.
1994-től a Bekecs Zenekar énekese, rendszeresen koncerteztek Magyarországon és Európában (Hollandia, Spanyolország, Franciaország, Németország). A Bekecs Zenekar mellett a Csík zenekarban is rendszeresen énekel.
1998 óta Százhalombattán tanít éneket az ottani táncegyüttesnél, hat tanítvánnyal indult énekiskolát is vezet. Az aktív táncot a mai napig rendszeresen végzi. 2001-ben néptáncpedagógus diplomát szerzett a Magyar Táncművészeti Főiskolán. Táncpedagógusi munkát első alkalommal a Bartók Táncegyüttesben Tímár Sándor asszisztenseként végzett. Kökény Richárddal közösen gyermek és felnőtt együtteseknél tanít. Munkáik láthatóak voltak a Szolnoki Fesztiválon, és a Magyar Néptánc Antológia műsorán. Az Ifjú Koreográfusok Versenyén szerepelt két koreográfia, melyben mint a táncanyagot betanító dolgozott. Siófokon az Aranykagyló Fesztiválon vezettek kurzust és rendszeresen tartanak táncházakat a Táncháztalálkozón és a Budapesti Évadnyitó Táncházakban.
Három fia van, Bence, Gábor és Levente.

## Megjelenés
1994-ben készült el az első olyan kazetta, amelyen énekelt. Bácskai dallamokat dolgoztak fel a Magyar Tamburazenekarral.
A következő években pályázati úton felkerült a Táncháztalálkozó XV., XVI. és az Új élő népzene című lemezekre szóló és zenekari számokkal.
A Bekecs zenekar eredeti anyagok gyűjtése és feldolgozása után készítette a „Szól a kakas...” című kazettát, amelyen szintén énekelt.
1998-ban a Jászberényi Jász Múzeum felkérésére a vidék dalait énekelte fel adatközlőkkel együtt kazettára. A címe A jászsági zöld erdőben..., a zenét pedig a Jártató zenekar szerezte.
2004-ben Jól gondold meg kislány! címmel jelent meg első önálló lemeze, melyen a Csík zenekar mellett a Bekecs együttes is közreműködött.
A Csík zenekarral cédélemez: a Boldog szomorú dal, Tiszta szívvel, A kor falára, Be sok eső, be sok sár, Senki nem ért semmit, Ez a vonat ha el indult, hadd menjen, Szívestörömest, Lélekképek című.

## Sikerei, díjai
- 1994 – Népművészet Ifjú Mestere (népdalénekes kategória)
- 2000 – Fonogram díj (Bekecs zenekarral)
- 2010 – Magyar Örökség díj (Csík zenekarral)
- 2010 – Kodály Zoltán-díj (Csík zenekarral)
- 2010 – Prima Primissima díj (Csík zenekarral)
- 2012 – Budapestért díj (Csík zenekarral)
- 2013 – Kossuth-díj (Csík zenekarral)